# Magyarföldi husáng
A magyarföldi husáng (Ferula sadleriana Ledeb. 1844.) Magyarország ritka, fokozottan védett növényfaja. Az ernyősvirágzatúak (Apiales) rendjébe, a zellerfélék (Apiaceae) családjába, a husáng (Ferula) nemzetségbe tartozó kétszikű növényfaj.
A magyarföldi husáng preglaciális pannon reliktum-endemizmus, kizárólag a Kárpát-medencében, négy hazai és két, határainkon kívüli termőhelyen fordul elő. Legközelebbi rokonai Belső-Ázsia félsivatagjain, sztyepplejtőin élnek. Növényföldrajzilag a Matricum és a Transsilvaticum területén él.

## Jellemzői
A magyarföldi husáng virágzó-termésérlelő példányai 1,5–2 m magasra nőnek, száruk erőteljes, hengeres, a szár felső harmadában rendszerint sok ágra bomló. Jellemző rá a felfújt levélhüvely (melyhez a szár magasabban fekvő részein levél nem is járul), és az erősen szárnyalt, többszörösen összetett levél. A levélkék széle igen finoman fűrészes, ez rendszerint csak nagyítóval figyelhető meg. A levélcimpák 1–3 cm hosszúak és 1–3 mm szélesek lehetnek, szálasak, laposak. A leveleket kézben dörzsölve (különösen elszáradt állapotban) érdességet észlelhetünk. A virágok ernyőben állnak, az ernyő egy-két oldalága a többin túlnyúlik, és újabb kisebb ernyőt hordoz, színük sárga, az ernyők átmérője általában 7–9 cm, sem gallér, sem gallérkalevelek nincsenek. A termés lapos, tojásdad vagy hosszúkás alakú, 7–10 mm hosszú ikerkaszat, igen keskeny szárnyas szegéllyel. A nem virágzó egyedek tőleveleinek hossza 40–70 cm lehet. Az egész növény az zellerfélékre jellemzően illóolajat tartalmaz.

## Előfordulása
A faj jelenleg 8 előfordulási helyéről ismert:
- a Pilisben, a Pilis hegyen, Pilisszántó felett (a legnagyobb populáció, kb. 3000 tő);
- a Pilisben, a Kis-Kevély csúcsa közelében;
- a Gerecsében, a Nagy-Pisznicén három kisebb populációban;
- a Gerecsében a bajóti Öreg-kő területén;
- a Börzsönyben, Nagymaros felett az Ördög-hegyen;
- a Bükk-vidéken, a Bél-kőn, Bélapátfalva felett (egy nagyobb és egy kisebb populáció);
- Erdélyben, a Tordai-hasadékban;[5]
- a Gömör–Tornai-karszt szlovákiai oldalán.

Magát a fajt Kitaibel Pál fedezte fel a 18-19. század fordulóján első lelőhelyén, a Pilis hegy délkeleti sziklaélén, Pilisszántó felett, s Peucedanum sibiricumként írta le. Másodikként a Tordai-hasadék populációját fedezte fel Baumgarten; ez az 1846-ban megjelent, Michael Fuss által kiadott Joh. Christ. Gottl. Baumgarten: Enumerationis stirpium Transilvaniae indigenarum Mantissa I. című műben olvasható, a növény neve ugyanúgy Peucedanum sibiricum.
Érdekes a sorsa a nagymarosi, börzsönyi populációnak: 1853-ban Reuss „cseh-tót” nyelven írott művében leírta e helyről a fajt, de felfedezését senki sem vette komolyan, a szerző egyéb, kétségbe vonható megállapításai miatt. Ezen adat így csak 1937-ben nyert megerősítést, Meusel német botanikus magyarországi útja alkalmával.
A bél-kői populációt 1912-ben Budai József fedezte fel a Bükkben, a gerecsei populáció felfedezőjeként pedig Boros Ádámot tisztelhetjük, aki 1940 nyarán lelt rá a fajra, a Nagy-Pisznice déli ormán. Időközben a fajnak még egy előfordulása vált ismertté, a Tornai-karszt szlovákiai oldaláról.

## A faj élőhelyi-ökológiai sajátosságai
A magyarföldi husáng (preglaciális reliktum lévén) kedveli a száraz, meleg, délies kitettségű, mészkő vagy lösz alapkőzetű termőhelyeket, illetőleg csak ilyen helyeken fordul elő. Az ismert előfordulási helyein mindenhol meszes alapkőzeten tenyészik. Korábban közölt információk nyomán széles körben elterjedt, hogy a Dél-Börzsönyben andezit alapkőzeten fordul elő a magyarföldi husáng, ami azonban tévedés. Ugyan a Börzsöny nagy részét vulkáni kőzetek építik fel, a magyarföldi husáng ottani termőhelyét hegylábperemi löszlepel borítja, s a faj ezen a löszön él, nem az andezit alapkőzetű talajokon. Mivel a lösz lepusztulásával megszűnne a husáng élőhelye is, ezért különösen aggasztó a muflon jelenléte ezeken a helyeken, hiszen a növényzet tarra rágásával megnövekszik az erózió, ami csökkenti a löszlepellel borított területek nagyságát, azaz a növény életterét.
Legtöbbször sziklagyepekben, csekély záródású sziklaerdőkben, sziklacserjésekben fordul elő. A nagyobb árnyalást nem bírja. Termőhelyein (pl. a Bél-kőn, de a Tordai-hasadékban is) együtt fordul elő a Kárpátokból lehúzódott sziklai növényekkel éppúgy, mint egyes délies előfordulású, mediterrán jellegű növényfajokkal.

## Szaporodásbiológiája
A szaporodás-képesség eléréséhez rendszerint több éves fejlődésére van szükség. Ez az időszak 3 évet tesz ki. Virágzási ideje június-július, a termések július végére-augusztusra érnek be. A kifejlett, virágzásra képes növényeknek sem hoz mindegyike termést az adott évben még akkor sem, ha vadrágás nem veszélyezteti. Aszályos években csak a populáció egyharmada-egynegyede érlel termést, szélsőségesen aszályos években a termésérlelés teljesen elmaradhat.

## Veszélyeztetettség, védelem
A magyarföldi husángot az ember közvetlenül (tehát azáltal, hogy leszedné, gyűjtené) nem veszélyezteti, sokkal nagyobb veszélyt jelent termőhelyeinek tönkretétele a kőbányászat által, mint az a Bél-kőn hosszú éveken át gondot okozott, illetve Pilisszántó mellett a siklóernyőzők által kitaposott termőhelyveszteség. Másik, napjainkban ennél már súlyosabb problémát okozó veszélyeztető tényező a vadállomány, elsősorban a muflonállomány kártétele. Ezek ellen jelenleg hatásos védelmet csak a termőhelyeinek bekerítése nyújt. A gerecsei Pisznicén és a Börzsönyben is kerítéssel védekeznek a természetvédelmi szakemberek a vad kártétele ellen.
A magyarföldi husáng Magyarországon fokozottan védett, természetvédelmi értéke 250 000 Ft.